# Florent Minguet
Florent Minguet is een Belgisch jiujitsuka.

## Levensloop
In 2014 werd hij te Parijs wereldkampioen in de klasse -94kg en op het WK van 2016 in Wroclaw behaalde hij brons in deze klasse. Op de Wereldspelen van 2017 behaalde hij brons in de klasse tot 94kg.